# Aéroport international de Nanchang Changbei
L'aéroport international de Nanchang Changbei (code IATA : KHN • code OACI : ZSCN) est un aéroport qui dessert la ville de Nanchang, capitale de la province du Jiangxi en Chine. Il a ouvert en 1999. Un nouveau terminal a ouvert en 2010. En 2013, l'aéroport de Nanchang Changbei a vu transiter 6 811 028 passagers.

## Situation

### Carte des 50 premiers aéroports de Chine
| \| 500 km1:25 016 000 \| Baotou Canton Changchun Changsha Chengdu-CTU Chengdu-TFU Chongqing Dalian Fuzhou Guilin Guiyang Haikou Hailar Hangzhou Harbin Hefei Hohhot Jinan Jinghong Kunming Lanzhou Lhassa Lijiang Nanchang Nankin Nanning Ningbo Pékin · Capitale Pékin · Daxing Qingdao Quanzhou Sanya Shanghaï-Pudong Shanghaï-Hongqiao Shantou-Chaozhou-Jieyang Shenyang Shenzhen Shijiazhuang Taiyuan Tianjin Ürümqi Wenzhou Wuhan Suzhou Xiamen Xi'an Xining Yantai Yinchuan Zhengzhou Zhuhai-Jinwan |
| 500 km1:25 016 000 |

## Compagnies aériennes et destinations

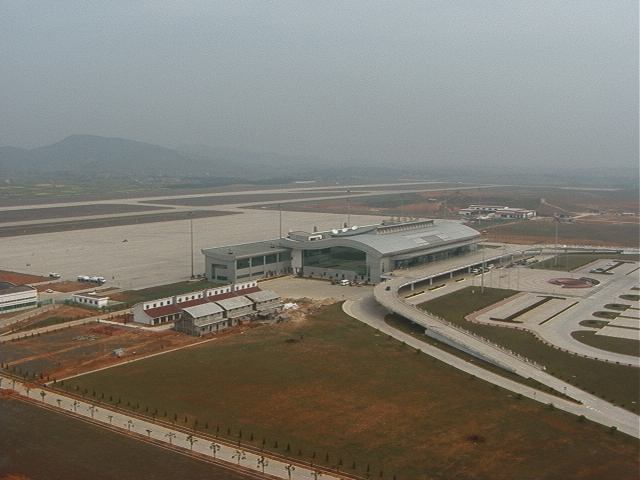
L'aéroport en avril 2000

| Compagnies                | Destinations |
| ------------------------- | --- |
| Air China                 | Pékin-Capitale, Chengdu-Shuangliu |
| Beijing Capital Airlines  | Haikou, Hohhot, Jinan, Osaka-Kansai, Sanya-Phénix |
| Cambodia Angkor Air       | Charter : Siem Reap-Angkor |
| China Airlines            | Kaohsiung, Taïwan-Taoyuan |
| China Eastern Airlines    | - Pékin-Capitale, - Baishan (zh), - Changchun, - Chengdu-Shuangliu, - Dalian-Zhoushuizi, - Canton-Baiyun, - Guilin-Liangjiang, - Guiyang, - Haikou, - Hailar, - Huizhou Pingtan (en), - Jeju, - Jinan, - Jining Da'an (en), - Kaohsiung, - Kunming-Changshui, - Lanzhou, - Nankin, - Ningbo, - Ordos Ejin Horo, - Qingdao-Jiaodong, - Qionghai-Bo'ao (en), - Shanghai-Hongqiao, - Shanghai-Pudong, - Shantou-Chaozhou-Jieyang, - Shenzhen-Bao'an, - Taïwan-Taoyuan, - Taiyuan-Wusu, - Xi'an-Xianyang, - Xining-Caojiabao, - Xuzhou-Guanyin, - Yantai, - Yinchuan Hedong, - Zhuhai, - Zunyi (zh) |
| China Southern Airlines   | Changchun, Dalian-Zhoushuizi, Canton-Baiyun, Nankin, Nanning, Ningbo, Qingdao-Jiaodong, Shenyang, Shenzhen-Bao'an, Taiyuan-Wusu, Zhuhai |
| Colorful Guizhou Airlines | Guiyang, Hefei, Kǎilǐ Huangping (en), Taizhou (Zhejiang) (en), Tongren Fenghuang (en) |
| Eastar Jet                | Charter : Jeju |
| GX Airlines               | Nanning |
| Hainan Airlines           | Pékin-Capitale, Haikou, Harbin Taiping, Hohhot, Lanzhou, Sanya-Phénix, Xiamen-Gaoqi, Xi'an-Xianyang |
| Hebei Airlines            | Zhanjiang-Wuchuan |
| Hong Kong Airlines        | Hong Kong |
| Hongtu Airlines           | Kunming-Changshui |
| Jiangxi Air               | Dalian-Zhoushuizi, Haikou, Guiyang, Jinan, Shenyang, Taiyuan-Wusu, Ürümqi-Diwopu, Xiamen-Gaoqi, Xi'an-Xianyang, Zhengzhou, Zhuhai |
| Joy Air                   | Hefei, Zhengzhou |
| Kunming Airlines          | Chengdu-Shuangliu, Kunming-Changshui |
| Lion Air                  | Charter : Denpasar-Bali |
| LJ Air                    | Harbin Taiping |
| Lucky Air                 | Hanoï-Nội Bài, Kunming-Changshui |
| Neos                      | En saison : Milan-Malpensa |
| New Gen Airways           | Charter : Bangkok-Don Muang |
| Nok Air                   | Charter : Pattaya U-tapao |
| Orient Thai Airlines      | Bangkok-Don Muang |
| Qingdao Airlines          | Haikou, Qingdao-Jiaodong |
| Ruili Airlines            | Kunming-Changshui |
| Scoot                     | Singapour-Changi |
| Shandong Airlines         | Qingdao-Jiaodong, Zhuhai |
| Shanghai Airlines         | Shanghai-Hongqiao |
| Shenzhen Airlines         | Chengdu-Shuangliu, Chongqing-Jiangbei, Canton-Baiyun, Haikou, Harbin Taiping, Kunming-Changshui, Qingdao-Jiaodong, Shanghai-Pudong, Shenyang, Shenzhen-Bao'an, Taïwan-Taoyuan, Zhuhai |
| Sichuan Airlines          | Chengdu-Shuangliu, Chongqing-Jiangbei, Kunming-Changshui, Ningbo |
| Spring Airlines           | Bangkok-Suvarnabhumi |
| Thai AirAsia              | Pattaya U-tapao |
| Thai Lion Air             | Bangkok-Don Muang |
| Tianjin Airlines          | Ganzhou Huangjin, Haikou, Hohhot, Ji'an, Nanning, Tianjin Binhai, Wenzhou-Longwan, Xiamen-Gaoqi, Xi'an-Xianyang, Zhengzhou |
| West Air (China)          | Chongqing-Jiangbei, Harbin Taiping |
| XiamenAir                 | Chongqing-Jiangbei, Shenzhen-Bao'an |

Édité le 11/04/2018